# Ribeira (São Paulo)
Ribeira is een gemeente in de Braziliaanse deelstaat São Paulo. De gemeente telt 3.545 inwoners (schatting 2009).

## Aangrenzende gemeenten
De gemeente grenst aan Apiaí, Barra do Chapéu, Itaoca, Itapirapuã Paulista, Adrianópolis (PR) en Cerro Azul (PR).